# Guerre arméno-turque
Ne doit pas être confondu avec la guerre arméno-turque de 1918
La guerre arméno-turque ou guerre turco-arménienne (en turc : Türk-Ermeni Cephesi), fut un conflit concernant la République d'Arménie et les révolutionnaires du mouvement national turc. Elle s'est déroulée entre le 23 septembre et le 2 décembre 1920 et a eu lieu principalement dans l'Est du territoire turc et dans le Nord-Ouest du pays arménien.

## Contexte
Les Arméniens sont un peuple du haut-plateau arménien et du Sud-Caucase (appelé aussi Transcaucasie). Après le génocide de 1915-1916, avec pour résultat une Arménie occidentale quasiment vidée de toute sa population arménienne, l'Arménie orientale, sous joug russe, prend son indépendance, très éphémère (de 1918 à 1920). Par le traité de Brest-Litovsk en 1918, les bolcheviks abandonnent Kars, Ardahan et Batoum aux Turcs. La même année, l'armée turque envahit l'Arménie, offensive pendant laquelle les batailles de Sardarapat, de Bach Abaran et de Karakilisa sont remportées par les troupes arméniennes. La Turquie reconnaît l'indépendance de l'Arménie par le traité de Batoum le 4 juin 1918.
Le 10 août 1920, le traité de Sèvres définit les frontières de l'Arménie et lui attribue notamment les régions de Van et de Bitlis. Mais les Turcs ne veulent pas céder ces régions jusqu'alors incluses dans l'Empire ottoman et habitées également par quelques populations turques et kurdes, certes moins nombreuses que les Arméniens avant le génocide. Dès lors, Mustafa Kemal Atatürk organise une offensive contre l'Arménie pour reprendre ces terres et la guerre reprend.

## Déroulement

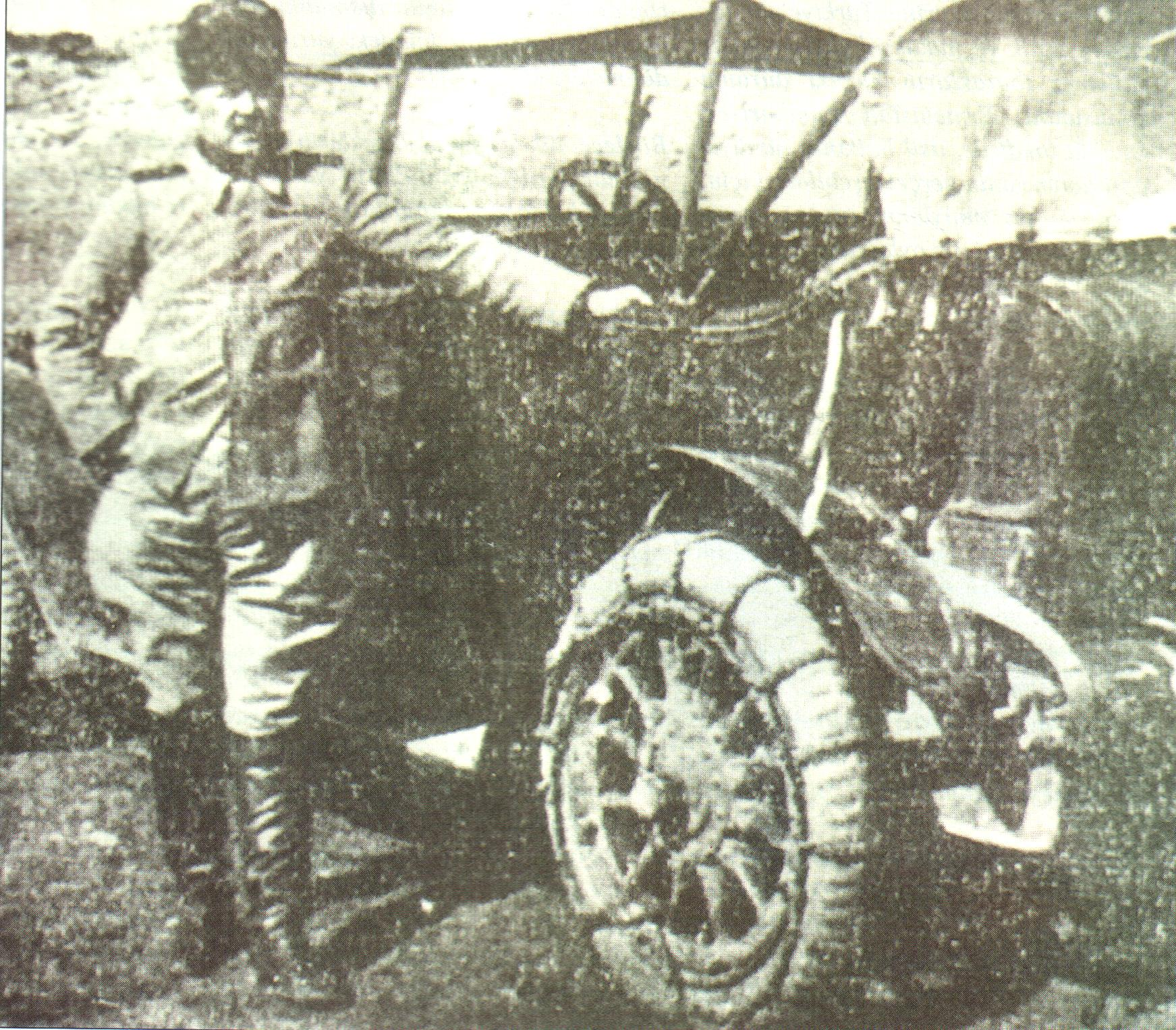
Le général Karabekir.

L'assaut est donné sur l'ordre de Mustafa Kemal le 23 septembre 1920. L'Arménie, stupéfaite, déclare la mobilisation générale, mais l'armée ne compte que quelques dizaines de milliers d'hommes face aux Turcs, à peu près au même nombre. Ces derniers bénéficient cependant de meilleures conditions matérielles et physiques, alors que l'hiver approche. L'armée turque est dirigée par le général Kâzım Karabekir, l'armée arménienne par le général Nazarbekian.
Après une bataille à Kars, la ville passe aux mains des Turcs le 30 octobre. Près de Sourmalou, les Arméniens, gouvernés par le chef militaire Dro, résistent mieux. Gyumri, alors appelée Alexandropol, est investie par les armées de Mustafa Kémal le 7 novembre ; la progression des Turcs est très rapide et la résistance arménienne quasi inexistante.
Les armées kémalistes font signer un armistice à Ohadjanian mais les Arméniens ripostent une dernière fois et tentent vainement une contre-attaque. Le 18 novembre 1920, un nouvel armistice est signé. L'Arménie a perdu la guerre.

## Réactions internationales et traité d'Alexandropol

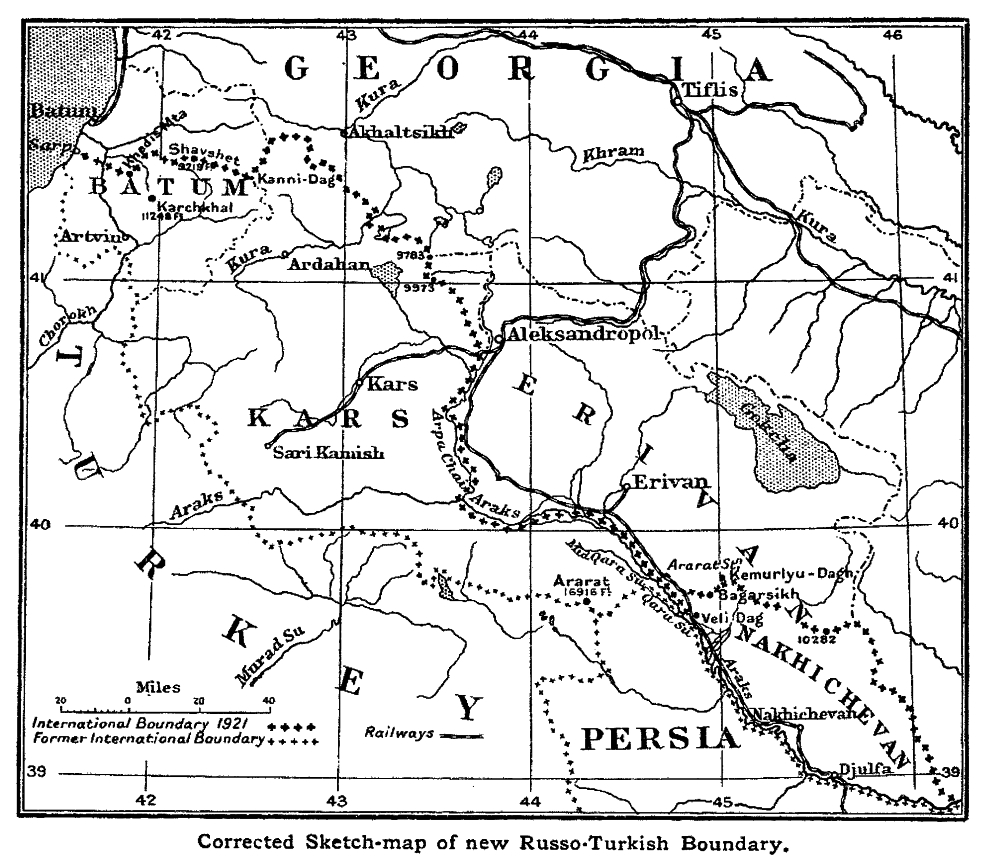
Les pointillés représentent les frontières établies par le traité de Kars en 1921.

Face aux évènements, la Géorgie voisine reste neutre. Un bon nombre de grandes puissances n'intervient pas dans le conflit. L'Arménie recherche alors un soutien russe, mais elle devra accepter un compromis : se soviétiser. Par ailleurs, la Russie garde un œil sur les problèmes et la frontière arméno-turque grâce à l'accord Legrant-Chant du 28 octobre.
En cette fin d'année 1920, l'Arménie, encore indépendante, mais proche des Russes, connaît une période difficile et le traité de Sèvres semble bien loin. La paix n'est pas encore totalement acquise. Les Arméniens, plutôt rassurés par l'assistance de Moscou, voient cependant leur indépendance s'évanouir au profit de la soviétisation.
Finalement, le 2 décembre 1920, après des négociations entre l'Arménie et la Turquie, le traité d'Alexandropol est signé et un accord entre Arméniens et Soviétiques définit l'Arménie comme une « république socialiste soviétique ». Les Arméniens perdent effectivement à Alexandropol les territoires qu'ils avaient acquis par le traité de Sèvres, dont la région de Bitlis. Le même jour, les bolcheviks font leur entrée dans Erevan. Désormais, le sort est scellé pour les Arméniens, qui se retrouvent bientôt dans l'orbite soviétique. Enfin, c'est avec le traité de Kars en 1921 que sont définitivement perdues les régions de Kars et Ardahan (anciennes zones de guerre), fixant ainsi clairement la limite entre territoires soviétiques et territoires turcs.

## L'après-guerre
L'Arménie est intégrée dans la République soviétique de Transcaucasie de 1922 à 1936 puis devient officiellement « République socialiste soviétique d'Arménie » (RSSA) jusqu'en 1991, date de l'indépendance du pays.

## Massacres et atrocités
Durant la guerre entre l'Arménie et la Turquie des massacres de masse ont eu lieu c'est notamment le cas dans la vallée de Jardi Dzor où 4000 civils arméniens sont systématiquement massacrés par les Turcs.